# 海地華人
海地華人，是指移民到海地的華人或祖先是華人的海地人。人口大約230人。

## 概述
華人最早是在1890年代來到海地，主要在海地政府和公司工作。另一批華人是在1970年代從台灣來到，並在首都太子港附近的佩蒂翁維爾經營全海地唯一一間中餐館。該餐廳在2010年海地地震被安排為中國外交部的一個庇護所。 
2010年海地地震的時候，大部分華裔是安全的，但聯合國維和部隊中有8位中國警察隊員殉職。